# 優希まゆ
優希 まゆ（ゆうき まゆ、1995年11月30日- ）は、日本の元ニューハーフAV女優。LEGIT所属。

## 略歴
千葉県出身。2015年1月15日にデビューする。好きなタイプは沢山褒めてくれる男性、自分の性格はシャイ・甘えん坊、趣味はネットサーフィン。

## 出演・作品

### アダルトビデオ
| 作品名 | 発売日 | 発売日 | メーカー名                       | 備考      |
| --- | ------ | ------ | -------------------------------- | --------- |
| 初撮り激カワ「オトコの娘」 | 2015   | 0115   | グローリークエスト               |           |
| バイ@グラニューハーフ 優希まゆ19歳 | 2015   | 0220   | レイディックス                   |           |
| 女装子専門デリバリーヘルス 4 ペニクリ女学園 極上の女装子7人                                                                                               | 2015   | 0420   | レイディックス                   |           |
| 悪戯女装子 まゆ（仮名）精子は飲むものだと教えられたデカマラ女装子は未成年                                                                                 | 2015   | 0420   | プールクラブ・エンタテインメント |           |
| 日本一の咀嚼大全集 51人6時間 | 2015   | 0520   | レイディックス                   |           |
| モッコリニューハーフのレオタード着衣射精 | 2015   | 0521   | グローリークエスト               |           |
| いいなり女装校生 | 2015   | 0522   | 僕たち男の娘                     |           |
| お兄ちゃんに犯されながらチンポしごかれたいの… | 2015   | 0619   | パブセンスフィルム               | ※まゆ名義 |
| かわいいオトコノコ～シコシコ大好き方形美少女～ | 2015   | 0629   | 実録出版                         |           |
| 7人の女装子＆ニューハーフ エネマグラオナニー 3 | 2015   | 0720   | レイディックス                   |           |
| 近親相姦 帰ってきた息子はニューハーフ 息子のデカチンを見た母と姉は…                                                                                       | 2015   | 0911   | レアルワークス                   |           |
| 【でかチ○ポな女の子】母をデカちんでヒィヒィ言わせ、弟とのアナルセックスではヒィヒィ言っちゃうニューハーフのエロ過ぎる近親相姦。                           | 2015   | 0925   | ビッグモーカル                   |           |
| 玉取りドキュメント | 2016   | 0108   | 僕たち男の娘                     |           |
| 斜め上150°キープの史上最強おちんちんニューハーフ | 2016   | 0115   | ヌキ族                           |           |
| 美系デカチンニューハーフSP4時間 | 2016   | 0119   | S-CHANNEL/HERO                   |           |
| 義母はニューハーフ | 2016   | 0408   | レアルワークス                   |           |
| 家出息子が帰ってきたら、なんと!!ニューハーフになって帰ってきた!!そんな息子に欲情する家族!                                                                 | 2016   | 0419   | S-CHANNEL/HERO                   |           |
| 【Sランクニューハーフ】どう見ても完全に女の子! そんな男の娘にナンパされてホイホイついてきた素人がデカチン見せつけられて生中セックスするライブ感がエロい。 | 2016   | 0525   | ビッグモーカル                   |           |
| フル勃起したチ○ポからドピュッと射精するオトコの娘たち 2                                                                                                   | 2016   | 0602   | グローリークエスト               |           |
| 僕たち男の娘 1周年記念 8時間BEST | 2016   | 0610   | 僕たち男の娘                     |           |
| もしも息子が娘になって帰ってきたら…母と姉がデカチ○ポを取り合う近親相姦                                                                                    | 2016   | 0913   | S-CHANNEL/HERO                   |           |
| 可愛ければ勃っててもいいよね? めっちゃモッコリ娘が義母や義父やおじいちゃんと前立腺セックス! 近親相姦・極上ニューハーフ4時間SP                             | 2016   | 0925   | ビッグモーカル                   |           |
| ニューハーフ!ナンパ中出し!BEST4時間 | 2017   | 0210   | レアルワークス                   |           |
| 近親相姦 ニューハーフの義母や息子のデカチンを見て欲情してしまう母、息子、兄、父は…                                                                        | 2017   | 0512   | レアルワークス                   |           |
| 僕たち男の娘 2周年記念 8時間BEST | 2017   | 0512   | 僕たち男の娘                     |           |
| アナルローズ満開!カワイすぎる変態女装娘11人4時間BEST | 2017   | 0714   | 僕たち男の娘                     |           |